# Ctenoluciidae
A Ctenoluciidae a csontos halak (Osteichthyes) főosztályának sugarasúszójú halak (Actinopterygii) osztályába, a pontylazacalakúak (Characiformes) rendjébe tartozó család.
2 nem és 7 faj tartozik a családhoz.
Panamában és Dél-Afrikában élő kis méretű édesvízi halak tartoznak ide.

## Rendszerezés
Az alábbi nemek és fajok tartoznak a családhoz.
- Boulengerella (Eigenmann, 1903) – 5 faj
  - Boulengerella cuvieri
  - Boulengerella lateristriga
  - Boulengerella lucius
  - Boulengerella maculata
  - Boulengerella xyrekes
- Ctenolucius (Gill, 1861) – 2 faj
  -  Ctenolucius beani
  - Csukalazac más néven édesvízi barracuda (Ctenolucius hujeta)